# Muehlenbeckia tamnifolia
Muehlenbeckia tamnifolia es una planta de la familia Polygonaceae, nativa de América. Es una planta longeva llegando a vivir de 30 a 50 años. Se le conoce como coronillo.  Tiene diversos usos medicinales.

## Descripción
Es una planta trepadora de crecimiento agresivo, presenta hojas enteras, no muy grandes e inflorescencias en panículas con flores pequeñas. Frutos de color morado-negro. Tiene una posición de pionera temprana e intermedia en la sucesión ecológica.

## Distribución
Se encuentra en América, en los siguientes países: Argentina, Bolivia, Chile, Colombia, Costa Rica, Ecuador, El Salvador, Guatemala, Honduras, México, Panamá y Perú. Crece desde los 400 a los 3900 m s. n. m.

## Usos

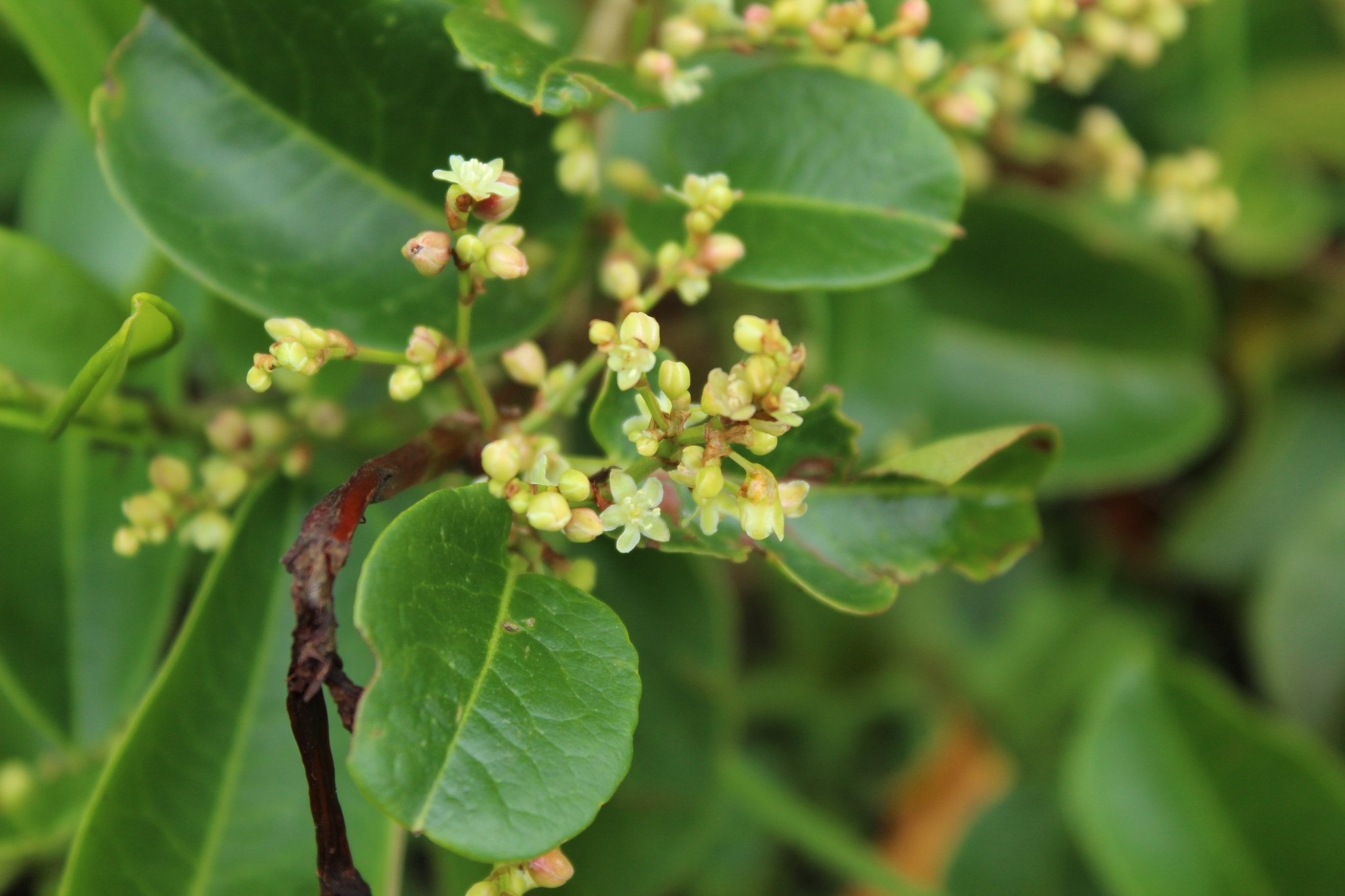
Muehlenbeckia tamnifolia en Paipa, Colombia.

Es especialmente usada en la medicina tradicional en los Andes como un antihemorrágico, diurético, cicatrizante y sus frutos son utilizados como colorante de textiles.  Suelen emplearse especialmente las hojas dentro de los tratamientos medicinales, de la comunidad de Todos los Santos (Chile) como antihemorrágico y diurético. Los chiriguanos de chaco (Bolivia) y en las comunidades andinas de Colombia, se emplea como pomada de aplicación local para aliviar el dolor. En la comunidad del Callejón (Perú) la decocción de las hojas es utilizada para tratar el cáncer uterino.

## Nombres comunes
- En Perú: aurinsho hembra[6]